# Stary Gieląd
Stary Gieląd (niem. Alt Gehland) – wieś w Polsce położona w województwie warmińsko-mazurskim, w powiecie mrągowskim, w gminie Sorkwity.
| SIMC    | Nazwa       | Rodzaj                 |
| ------- | ----------- | ---------------------- |
| 0488183 | Gieląd Mały | część wsi              |
| 0488190 | Nowy Gieląd | część wsi (do 2023 r.) |
| 1043916 | Zwierzyniec | część wsi              |

W latach 1975–1998 miejscowość administracyjnie należała do województwa olsztyńskiego.

## Nazwa
9 grudnia 1947 r. ustalono urzędową polską nazwę miejscowości – Stary Gieląd, określając drugi przypadek jako Starego Gielądu, a przymiotnik – starogielądzki.